# Phelline robusta
Phelline robusta är en tvåhjärtbladig växtart som beskrevs av Henri Ernest Baillon. Phelline robusta ingår i släktet Phelline och familjen Phellinaceae. Inga underarter finns listade i Catalogue of Life.